# Miquel Robusté
Miquel Robusté Colomer (Vilasar de Mar, Barcelona, 20 de mayo de 1985) es un exfutbolista español, cuya demarcación fue la de defensa. Su último club fue la U. E. Vilassar de Mar.

## Trayectoria
Empezó su carrera en el R. C. D. Espanyol. Jugó en el juvenil en la temporada 2003-2004 y fue un habitual en el filial jugando 24 partidos en dos temporadas.
Fue cedido al Polideportivo Ejido en la temporada 2006-2007, jugando 29 partidos. En verano de 2007 abandonó el R. C. D. Espanyol y se fue al Levante U. D., debutando en Primera División el 30 de marzo de 2008 donde el Levante perdió 2-1 contra la U. D. Almería. 
En la temporada 2009-10 logró un ascenso postrero a la Primera División tras una segunda vuelta en la que compitieron con el Real Betis, F. C. Cartagena y Hércules C. F., marcando dos importantes goles frente al Cartagena, lo que les aseguraría prácticamente el ascenso.
En el verano de 2012 fue fichado por la S. D. Ponferradina.
Para la temporada 2014-15 fichó por el F. C. Cartagena, con el objetivo de contribuir al retorno del conjunto albinegro al fútbol profesional. En verano de 2015 fichó para el Rapid de Bucarest.
Después de varios años en el C. F. Badalona, para la temporada 2022-23 se unió a la U. E. Vilassar de Mar.

## Selección nacional
Fue capitán de la selección española sub-19 que ganó el Europeo Sub-19 de 2004. También jugó el Mundial Juvenil de 2005.

## Clubes
| Club                  | División              | País    | Temporada | Partidos | Goles |
| --------------------- | --------------------- | ------- | --------- | -------- | ----- |
| R. C. D. Espanyol "B" | Segunda B             | España  | 2003-2004 | 3        | 0     |
| R. C. D. Espanyol "B" | Segunda B             | España  | 2004-2005 | 21       | 1     |
| R. C. D. Espanyol "B" | Tercera División      | España  | 2005-2006 | ?        | ?     |
| R. C. D. Espanyol     | Primera División      | España  | 2005-2006 | 1        | 0     |
| Poli Ejido            | Segunda División      | España  | 2006-2007 | 30       | 0     |
| Levante U. D.         | Primera División      | España  | 2007-2008 | 4        | 0     |
| Levante U. D.         | Segunda División      | España  | 2008-2009 | 17       | 1     |
| Levante U. D.         | Segunda División      | España  | 2009-2010 | 17       | 2     |
| Levante U. D.         | Primera División      | España  | 2010-2011 | 10       | 1     |
| Xerez C. D.           | Segunda División      | España  | 2011-2012 | 36       | 1     |
| S. D. Ponferradina    | Segunda División      | España  | 2012-2013 | 12       | 0     |
| S. D. Ponferradina    | Segunda División      | España  | 2013-2014 | 14       | 1     |
| F. C. Cartagena       | Segunda División B    | España  | 2014-2015 | 28       | 0     |
| Rapid de Bucarest     | Liga II               | Rumanía | 2015-2016 |          |       |
| C. F. Badalona        | Segunda División B    | España  | 2016-2017 | 24       | 1     |
| C. F. Badalona        | Segunda División B    | España  | 2017-2018 | 19       | 2     |
| C. F. Badalona        | Segunda División B    | España  | 2018-2019 | 36       | 0     |
| C. F. Badalona        | Segunda División B    | España  | 2019-2020 | 26       | 1     |
| C. F. Badalona        | Segunda División B    | España  | 2020-2021 | 23       | 0     |
| C. F. Badalona        | Segunda División RFEF | España  | 2021-2022 | 25       | 1     |
| U. E. Vilassar de Mar | Tercera Federación    | España  | 2022-2023 |          |       |

## Palmarés

### Títulos internacionales
| Título          | Club (*)      | País  | Año  |
| --------------- | ------------- | ----- | ---- |
| Eurocopa Sub-19 | España sub-19 | Suiza | 2004 |

(*) Incluyendo la selección.